# Parafia św. Wojciecha w Buffalo
Parafia św. Wojciecha w Buffalo (ang. St. Adalbert's Parish) – parafia rzymskokatolicka położona we południowo-wschodniej części Buffalo, w stanie Nowy Jork, Stany Zjednoczone.
Była ona wieloetniczną parafią w diecezji Buffalo, dla polskich imigrantów.
Ustanowiona w 1886 roku i dedykowana św. Wojciechowi.
W związku z reorganizacją w wikariacie Southeast, decyzją biskupa Buffalo, Edward U. Kmiec, parafia św. Wojciecha będzie połączona z parafią św. Jana Kantego i nowa parafia, także pod wezwaniem św. Jana Kantego, zostanie ustanowiona przy kościele św. Jana Kantego.

## Szkoły
- St. Adalbert School